# Cat Osterman
Catherine Leigh Osterman (Houston, 16 de abril de 1983) é uma jogadora de softbol estadunidense, que joga na posição de arremessadora (pitcher).

## Carreira
Osterman fez parte da Seleção dos Estados Unidos de Softbol Feminino campeã olímpica nos Jogos Olímpicos de Verão de 2004. Quatro anos depois, na edição de 2008 conseguiu a prata. Além disso, compôs o elenco da seleção nos Jogos Olímpicos de Verão de 2020 em Tóquio, onde conquistou a prata após confronto contra a equipe japonesa na final da competição.